# Stuorát Duolbajávri
Stuorát Duolbajávri och Uhcit Duolbajávri, eller Tuolbajävrik är sjöar i Finland. De ligger i kommunen Utsjoki i landskapet Lappland, i den norra delen av landet, 1 100 km norr om huvudstaden Helsingfors. Stuorát Duolbajávri ligger 275,6 meter över havet. Omgivningarna runt Stuorát Duolbajávri är i huvudsak ett öppet busklandskap. Arean är 2,89 kvadratkilometer och strandlinjen är 8,55 kilometer lång. Sjön  ingår i Tana älvs huvudavrinningsområde. 